# Dariusz Rozumek
Dariusz Zbigniew Rozumek – polski inżynier, profesor nauk inżynieryjno-technicznych.

## Życiorys
W 1988 r. ukończył studia mechaniczne w Wyższej Szkole Inżynierskiej w Opolu, w 2002 obronił pracę doktorską pt. Badanie wpływu geometrii próbki, typu koncentratora i rodzaju materiału na trwałość zmęczeniową przy zmiennym zginaniu, której promotorem był prof. Grzegorz Gasiak, w 2010 habilitował się na podstawie pracy zatytułowanej Mieszane posoby pękania zmęczeniowego materiałów konstrukcyjnych. W 2021 r. uzyskał tytuł profesora nauk inżynieryjno-technicznych.
Pracuje na Politechnice Opolskiej.